# ジャクソン郡 (カンザス州)
ジャクソン郡 (Jackson County、標準省略：JA) は、アメリカ合衆国カンザス州に位置する郡である。2000年現在、人口は12,657人である。ここの最大都市及び郡庁所在地はホルトンである。ショーニー郡、ジェファーソン郡、Osage County、及び Wabaunsee Countyと共にこの郡は2003年に人口226,268人と見込まれる、Topeka 大都市統計地域に含まれる。

## 地理
アメリカ合衆国国勢調査局によると、この郡は総面積1,704 km2 (658 mi2) である。このうち1,698 km2 (656 mi2) が陸地で6 km2 (2 mi2) が水域である。総面積の0.35%が水域となっている。

### 隣接する郡
- ブラウン郡（北東）
- アッチソン郡（東）
- ジェファーソン郡（南東）
- ショーニー郡（南）
- ポタワトミー郡（西）
- ネマハ郡（北西）

## 人口動勢
2000年現在の国勢調査で、この郡は人口12,657人、4,727世帯、及び3,507家族が暮らしている。人口密度は7/km2 (19/mi2) である。3/km2 (8/mi2) の平均的な密度に5,094軒の住宅が建っている。この郡の人種的な構成は白人90.21%、アフリカン・アメリカン0.53%、先住民6.84%、アジア0.17%、太平洋諸島系0.02%、その他の人種0.39%、及び混血1.84%である。ここの人口の1.49%はヒスパニックまたはラテン系である。
この郡内の住民は28.30%が18歳未満の未成年、18歳以上24歳以下が6.80%、25歳以上44歳以下が26.70%、45歳以上64歳以下が23.40%、及び65歳以上が14.90%にわたっている。中央値年齢は37歳である。女性100人ごとに対して男性は96.80人である。18歳以上の女性100人ごとに対して男性は93.80人である。
この郡内の世帯ごとの平均的な収入は40,451米ドルであり、家族ごとの平均的な収入は46,520米ドルである。男性は32,195米ドルに対して女性は22,305米ドルの平均的な収入がある。この郡の一人当たりの収入 (per capita income) は18,606米ドルである。人口の8.80%及び家族の6.40%は貧困線以下である。全人口のうち18歳未満の12.50%及び65歳以上の9.20%は貧困線以下の生活を送っている。

## 都市及び町
- サークルビル (Circleville)
- Delia
- Denison
- ホルトン (Holton)
- Hoyt
- Mayetta
- Netawaka
- ソルジャー (Soldier)
- ホワイティング (Whiting)

## 郡区
ジャクソン郡は15の郡区に分かれている。ホルトンの都市は governmentally independent と見なされ、郡区向けの国勢調査外観から除外されている。以下の表内の人口中心は、もしかなりの数ならば、郡区の人口総計を含む最大都市である。

## 教育

### 統一された学校区
- ジャクソンハイツ 統一教育学区335号
- ホルトン 統一教育学区336号
- Royal Valley 統一教育学区337号